# بحران (آلبوم)
بحران(به انگلیسی:Meltdown (EP))نام آلبوم چند آهنگه ی رپر کوبایی-آمریکایی، پیتبول است که در ۲۲ نوامبر ۲۰۱۳ منتشر شده‌است. ناشرهای این آلبوم، آر سی ای، آقای ۳۰۵ و پالاگراندز هستند. این آلبوم توسط پیتبول و دکتر لوک تهیه شده‌است و این آلبوم هشتمین آلبوم پیتبول و اولین آلبوم چند آهنگه ی اوست. در این آلبوم با خواننده‌ها و میکسرهای مشهوری چون ماهامبی، کلی رولند، میر هاثورن، پلی بک، اینا و کشا همکاری شده‌است. اولین تک‌آهنگ این آلبوم در تاریخ ۷ اکتبر ۲۰۱۳ به نام چوب به همراهی کشا منتشر شده‌است.

## تک‌آهنگ‌ها
| شماره | نام                                                                    | نویسنده(ها)               | تهیه‌کنندگان                  | مدت  |
| ----- | ---------------------------------------------------------------------- | ------------------------- | ---------------------------- | ---- |
| ۱.    | «چوب (Timber)» (به همراهی کشا)                                         | آرماندو پرز، کشا روز سبرت | دکتر لوک، سیرکات، سرم استایل | ۳:۲۴ |
| ۲.    | «بالا (That High)» (به همراهی کلی رولند)                               |                           |                              | ۳:۱۴ |
| ۳.    | «انجامش بده (Do It)» (به همراهی میر هاثورن)                            |                           |                              | ۳:۴۰ |
| ۴.    | «خورشید در کالیفرنیا (Sun in California)» (به همراهی ماهامبی و پلی بک) |                           |                              | ۳:۰۰ |
| ۵.    | «تمام چیزها (All The Things)» (به همراهی اینا)                         |                           |                              | ۳:۲۵ |